# Западни блок
Западни блок је израз који у најширем смислу означава земље које су у војним, политичким и другим савезима чврсто повезане под паролом заштите или промовирања вриједности Западног свијета, односно либералне демократије и капиталистичког слободног тржишта, односно земље окупљене око Сједињених Америчких Држава. Израз се, међутим, прије свега користи у историјском контексту, односно како би означио слично окупљање до кога је дошло за вријеме Хладног рата, прије свега кроз НАТО и друге регионалне савезе, односно у сврху супротстављања комунистичком Совјетском Савезу и његовим савезницима из Источног блока.